# ماريو غارسيا توريس
ماريو غارسيا توريس (بالإسبانية: Mario García Torres)‏ هو فنان مكسيكي، ولد في 1975 في مونكلوفا في المكسيك.